# Augusta de Saxe
Titre
Princesse héritière de Pologne
3 mai 1791 – 14 mars 1863
(71 ans, 10 mois et 11 jours)
Maria Augusta Nepomucena Xaveria Francisca Antonia Aloysia (en allemand : Maria Augusta Nepomucena Antonia Franziska Xaveria Aloysia ; en polonais : Maria Augusta Nepomucena Antonia Franciszka Ksaweria Alojzia) de Saxe (née à Dresde le 21 juin 1782, morte à Dresde le 14 mars 1863) de la Maison de Wettin est une princesse de Saxe, fille de Frédéric-Auguste Ier et d'Amélie de Deux-Ponts-Birkenfeld, pressentie comme potentielle héritière au trône de Pologne. 

## Biographie

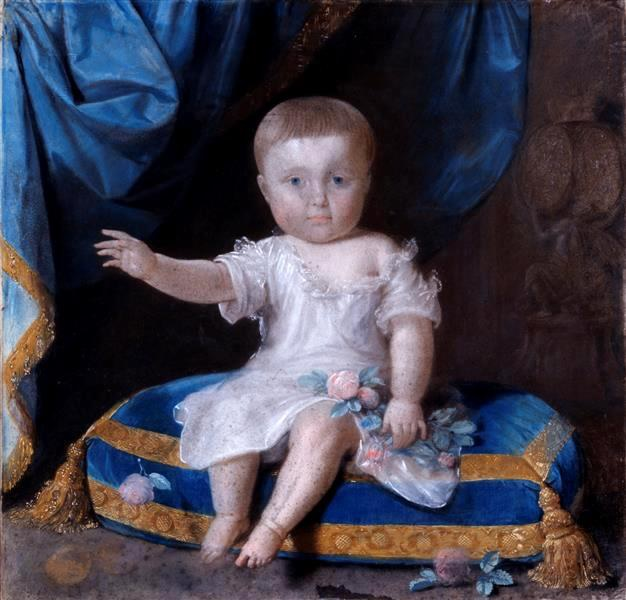
Portrait de la princesse Maria Augusta (1783).

Son père, Frédéric-Auguste, était roi de Saxe et prince du Grand Duché de Varsovie. Elle fut la seule de ses enfants à atteindre l'âge adulte. Il fut proposé à sa famille le trône de Pologne (Pologne-Lituanie) et après la Constitution du 3 mai 1791, elle devint successeur potentiel au trône de Pologne, si la ligne masculine de la famille de Wettin s'était éteinte. Elle était parfois appelée "l'Infante de Pologne".
Il était prévu de la marier à un membre d'une famille qui serait en mesure de renforcer sa revendication sur la Pologne mais cela échoua, car aucun des dirigeants d'alors ne voulait renforcer la Saxe ou rétablir le royaume de Pologne.
Lorsque son père meurt en 1827, elle reçoit une fortune de dix-huit millions de thalers provenant de sa cassette personnelle.